# Basketball-Bundesliga
Basketball-Bundesliga (BBL) är sedan säsongen 1966/1967 Tysklands högsta division i basket för herrar. 
Basketball-Bundesliga grundades 1966 av det tyska basketbollförbundet. 1967 följde en cupturnering. 